# Mestre da Adoração dos Magos do Prado

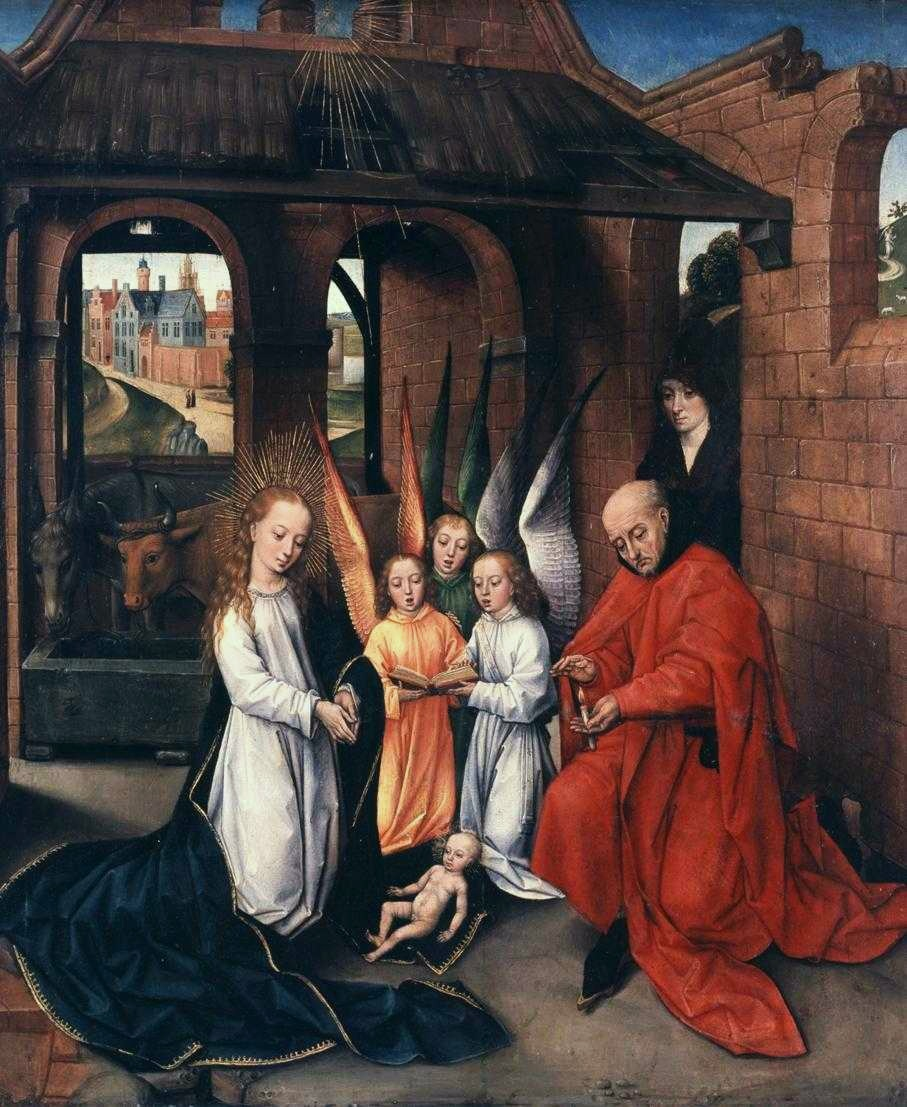
Natividade, c.1475-1500. Museu e Galeria de Arte de Birmingham. Painel esuqerdo, anteriormente atribuído a Hans Memling.

O Mestre da Adoração dos Magos do Prado foi um pintor flamengo activo entre c. 1475 – 1500, cuja identidade se desconhece. Pensa-se que seja oriundo do sul dos Países Baixos e é conhecido pela sua vibrante colorização nos painéis com cenas da infância de Cristo. Julga-se que terá sido aluno de Rogier van der Weyden, e a sua designação advém de uma cópia do painel da Adoração dos Magos, deste pintor, de Altar de Santa Columba. Apesar de o Mestre se tenha tornado um assunto em voga entre os pintores do norte, na segunda metade do século XV, e do Retábulo de Columba ter sido largamente copiado, o mestre está associado à oficina de Van der Weyden por causa da semelhança da cópia, e acredita-se que ele terá tido acesso a uma reprodução do esboço.[carece de fontes?]
Actualmente, são seis os painéis associados ao mestre; cinco com cenas da infância de Cristo, e um com São Francisco. Dois painéis actualmente na Colecção Burrell em Glasgow, crê-se que são as alas de um pequeno tríptico perdido. Todos os seis trabalhos foram atribuídos pelo historiar de arte Georges Hulin de Loo a Hans Memling, um pintor fortemente influenciado por Van der Weyden (o que dataria esta obra de 1464, no máximo). O historiador salienta a "elegância e sensibilidade" do painel de Glasgow, e pensa que terão tido por base protótipos de Van der Weyden, talvez finalizados por Memling sob a supervisão de Van der Weyden. Contudo, esta tese foi rejeitada e os painéis atribuídos a um pintor desconhecido, que aprendeu com Van der Weyden, e esteve em contacto com Memling e o Mestre da Lenda de Santa Catarina que, por vezes, se pensa ser Pieter van der Weyden, filho de Rogier.

## Obras atribuídas
- Adoração dos Magos - c. 1470 – 1480. Museu do Prado, Madrid
- Voo para o Egipto -
- Apresentação no Templo - c. 1470 – 1480. Galeria Nacional de Arte, Washington D.C.
- Anunciação - Colecção Burrell, Glasgow.
- Nativity - c. 1475 – 1500. Museu e Galeria de Arte de Birmingham.

## Galeria

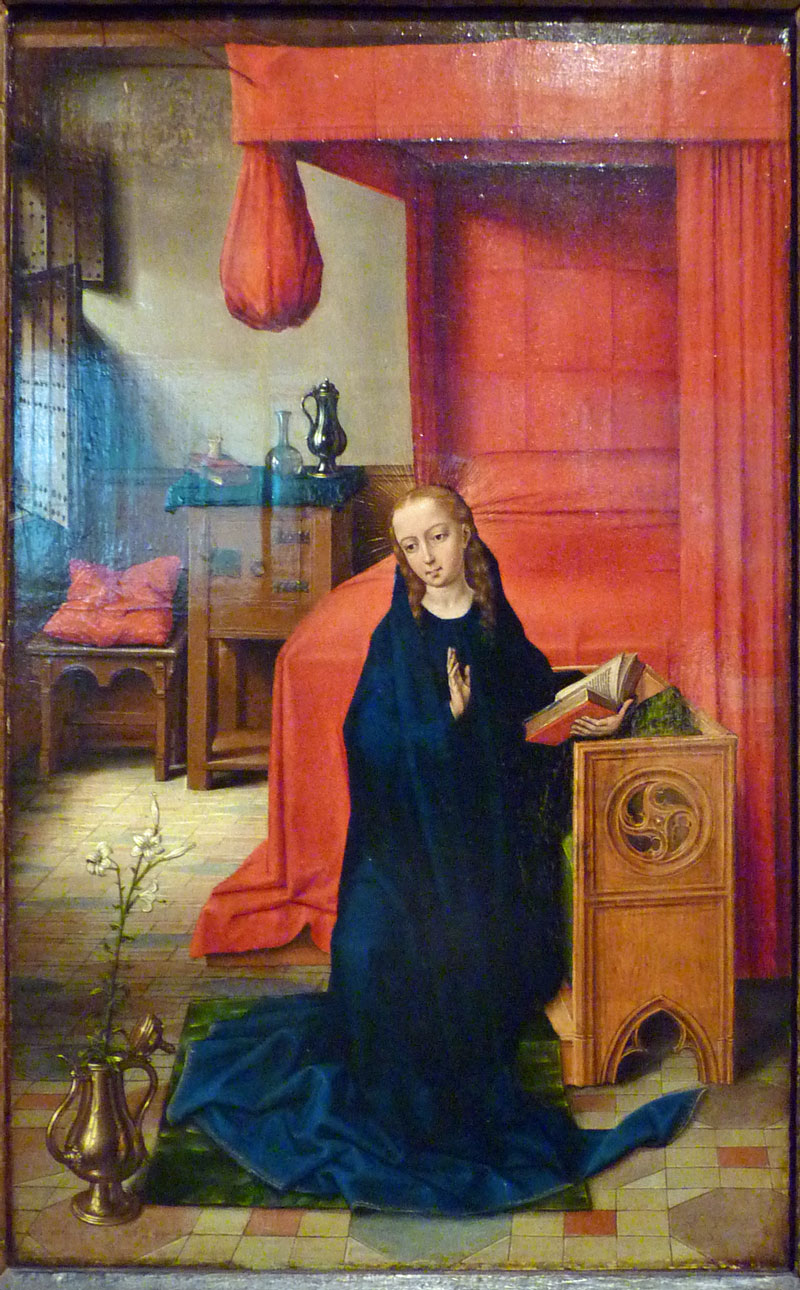
Anunciação. Ala esquerda de um tríptico. Burrell Collection, Glasgow.
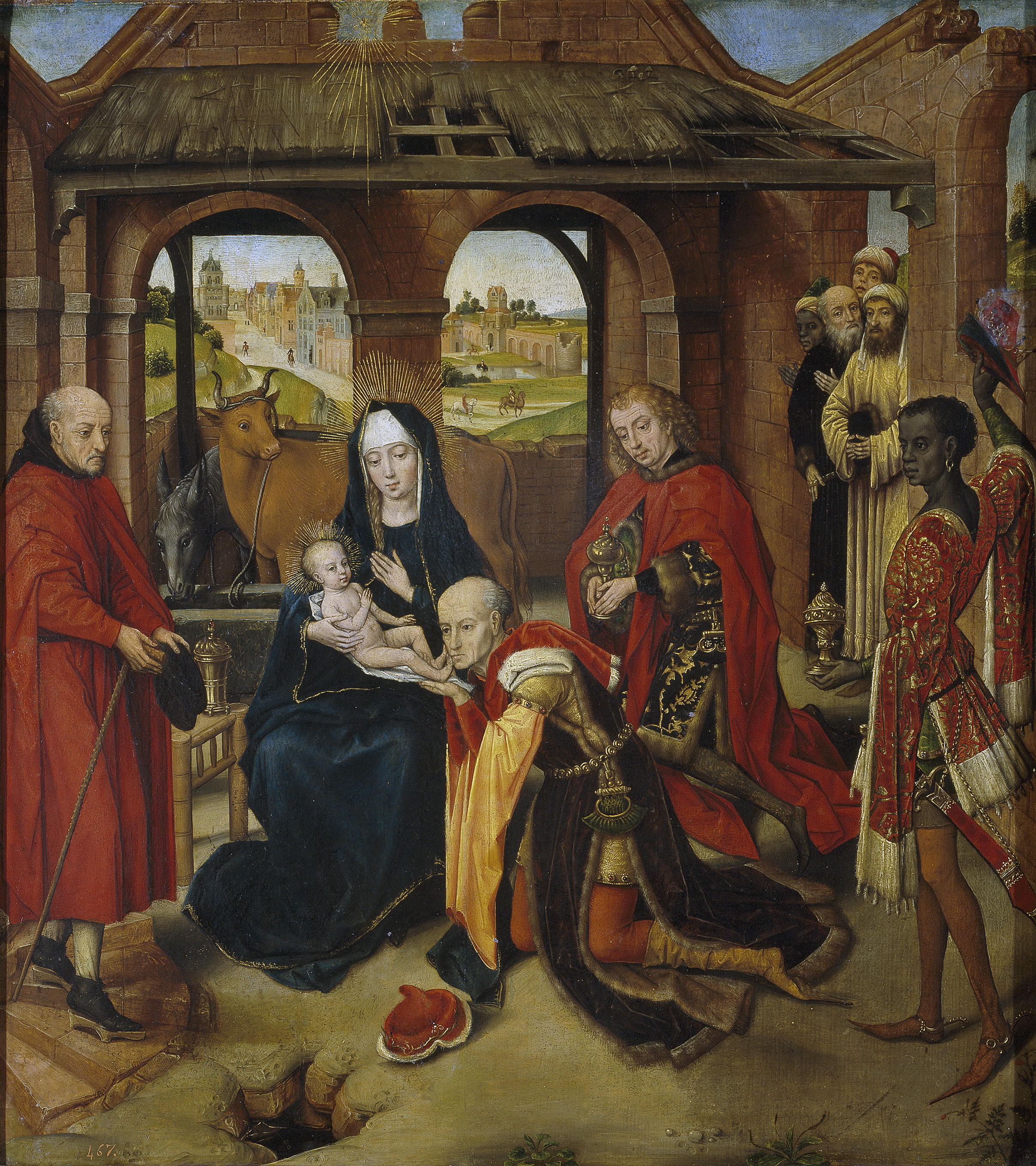
Adoração dos Magos. Painel central. Museu do Prado
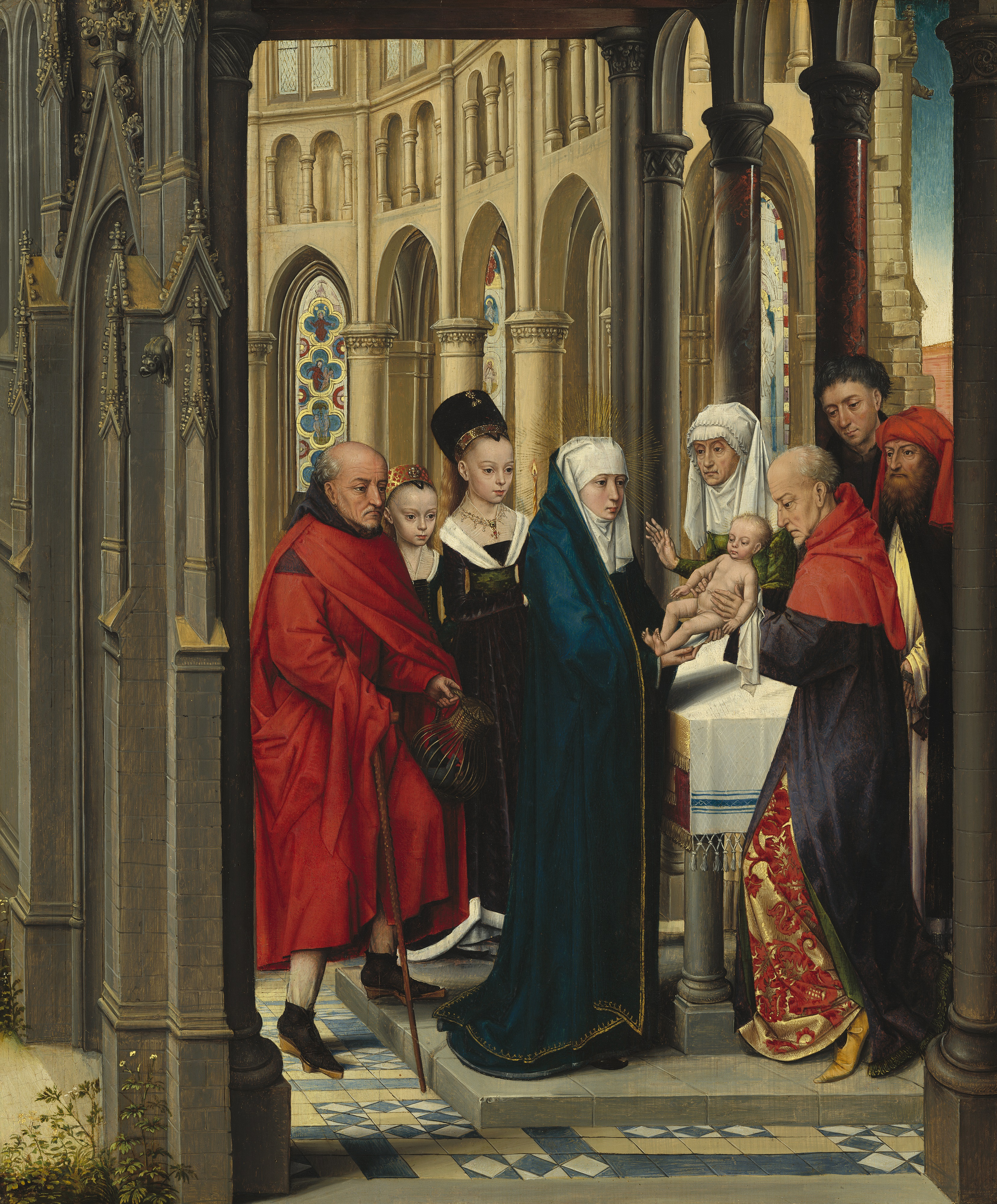
Apresentação no Templo, pintura a óleo em madeira, 57.9 x 47.8 cm. Galeria Nacional de Arte, Washington D.C.
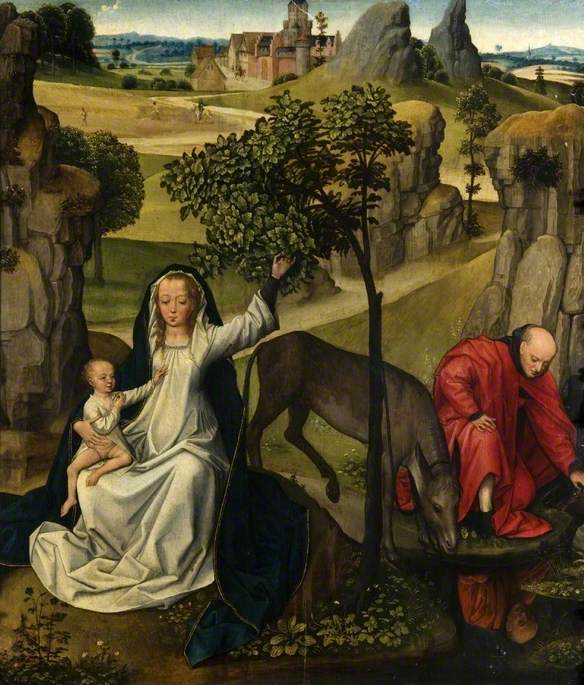
Voo para o Egipto

### Principal
- Ridderbos, Bernhard; Van Buren, Anne; Van Veen, Henk. Early Netherlandish Paintings: Rediscovery, Reception and Research. Amsterdam: Amsterdam University Press, 2005. ISBN 0-89236-816-0
- Wolff, Martha; Hand, John Oliver. Early Netherlandish painting. National Gallery of Art Washington; Oxford University Press,  1987. ISBN 0-521-34016-0

### Adicional
- Friedländer, Max J.. "Ein Jugendwerk Memlings." Pantheon 7, 1931.
- Hulin de Loo, Georges. "Hans Memlinc in Rogier van der Weyden's Studio". The Burlington Magazine, 52, 1928.